# Маркович Яків Андрійович
Я́ків Андрі́йович Марко́вич  (7 (17) жовтня 1696, Прилуки — 9 (20) листопада 1770) — український письменник-мемуарист, державний діяч Гетьманщини, син Андрія Марковича. Один з найосвіченіших людей свого часу.
Найвизначнішим твором Якова Марковича є його «Діяріуш», що охоплює 1717–1767 роки й містить матеріал для політичної, соціально-економічної й культурно-побутової історії.

## Життєпис
1721 — бунчуковий товариш.
1721, 1723–1725 — наказний полковник лубенський.
Неодноразово висувався на генеральні уряди, та не був обраний через нелюбов козаків до нього й до його батька.
Він навчався в Києво-Могилянській Академії, де зблизився з видатним ученим і громадським діячем Феофаном Прокоповичем, і став його улюбленим учнем. Потім з Феофаном Прокоповичем довгі роки дружив і листувався.
Після навчання в академії Яків іде служити в козацьке військо до гетьмана І.Скоропадського, де приятелює з полковником, а потім і наказним гетьманом Павлом Полуботком. Після кари над Полуботком було знищено і всю його політичну партію. Та Яків Маркович уцілів. Очевидно, найближчого друга захистив Ф. Прокопович, який на той час став правою рукою Петра І. Більше того Марковичу віддають у власність села Засулля під Ромнами і Сваркове на Глухівщині, що стало його родовою вотчиною. З часом Яків Андрійович доріс і до генерального підскарбія (міністра фінансів) України, займав інші визначні посади. Маркович усе життя домагався відновлення гетьманату в Україні, і саме він, Яків Маркович, подав гетьманську булаву останньому гетьману Війська Запорозького — Кирилу Розумовському.
Першим шлюбом Яків Андрійович був одружений з Оленою Павлівною Полуботок (? — 1745), внучатою племінницею гетьмана Івана Самойловича та дочкою відомого борця за автономію України чернігівського полковника i наказного гетьмана Павла Леонтійовича Полуботка.
Був одним з найосвіченіших людей України. Чудово володів латинню, польською, французькою, іншими мовами, був тонким знавцем мистецтва, добре знався на медицині. Грав на лютні та клавікордах. Мав бібліотеку. Окрім державних та літературних справ, займався й суто комерційними. Певний час мешкав у селі Тулиголове, Глухівського повіту. Саме з прізвищем Марковича пов'язане відкриття порцелянової глини в Полошках.

## Літературна діяльність
Але в українську історію ввійшов не як військовик, а завдяки своїй літературній праці. Перу Якова Марковича належать переклади з латинської мови, прозові твори й вірші за мотивами псалмів та «слів» Івана Золотоустого, інших батьків церкви. Яків залишив також «Генеалогические заметки» та «Діаріуш» (охоплює період з 1717-го по 1764 роки), що містять відомості про політичну, соціально-економічну та культурно-побутову історію України за часів Гетьманщини.
Позначився вплив Полуботка й на іншому. В спадщину Якову Андрійовичу дісталася Полуботкова «Хроніка» — літопис подій в Україні. Яків узявся її продовжувати. А потім аж до 1767 року вів і власний щоденник. Події, описані ним у Ромнах, Глухові, Сварковому — десять великих томів — становлять неоціненний матеріал для дослідників історії не лише Сумщини, а й усієї України.
Спроби видати щоденники Марковича робилися тричі: О. Маркевичем, О. Лазаревським та В. Модзалевським. Однак значна частина так і залишилась неопублікованою (як, до речі, й переважна більшість творів Якова Андрійовича). Деякі рукописи цього талановитого письменника й перекладача вже втрачено.